# Губернаторство Парагвай
Губернаторство Парагвай (исп. Gobernación del Paraguay), первоначально называвшееся Губернаторством Гуайра, было губернаторством Испанской империи и частью вице-королевства Перу. Резиденцией губернаторства был город Асунсьон. Территория губернаторства примерно охватывает современную страну Парагвай. 

## История
Губернаторство было создано 16 декабря 1617 года королевским указом короля Филиппа III в результате разделения Губернаторства Рио-де-ла-Плата и Парагвай на соответствующие части. Губернаторство просуществовало до 1782 года, после чего вице-королевство Перу было разделено, и Парагвай стал интенденцией (intendencia) нового вице-королевства Рио-де-ла-Плата.